# Tjernobylolyckan

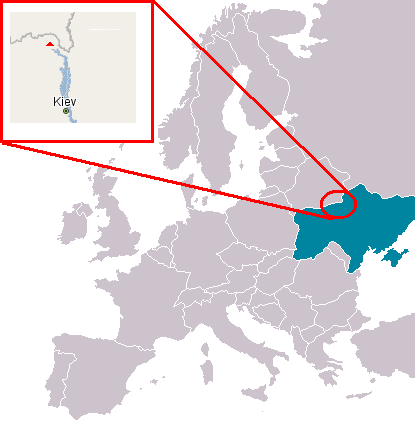
Tjernobyls kärnkraftverk ligger intill staden Prypjat i Ukraina.

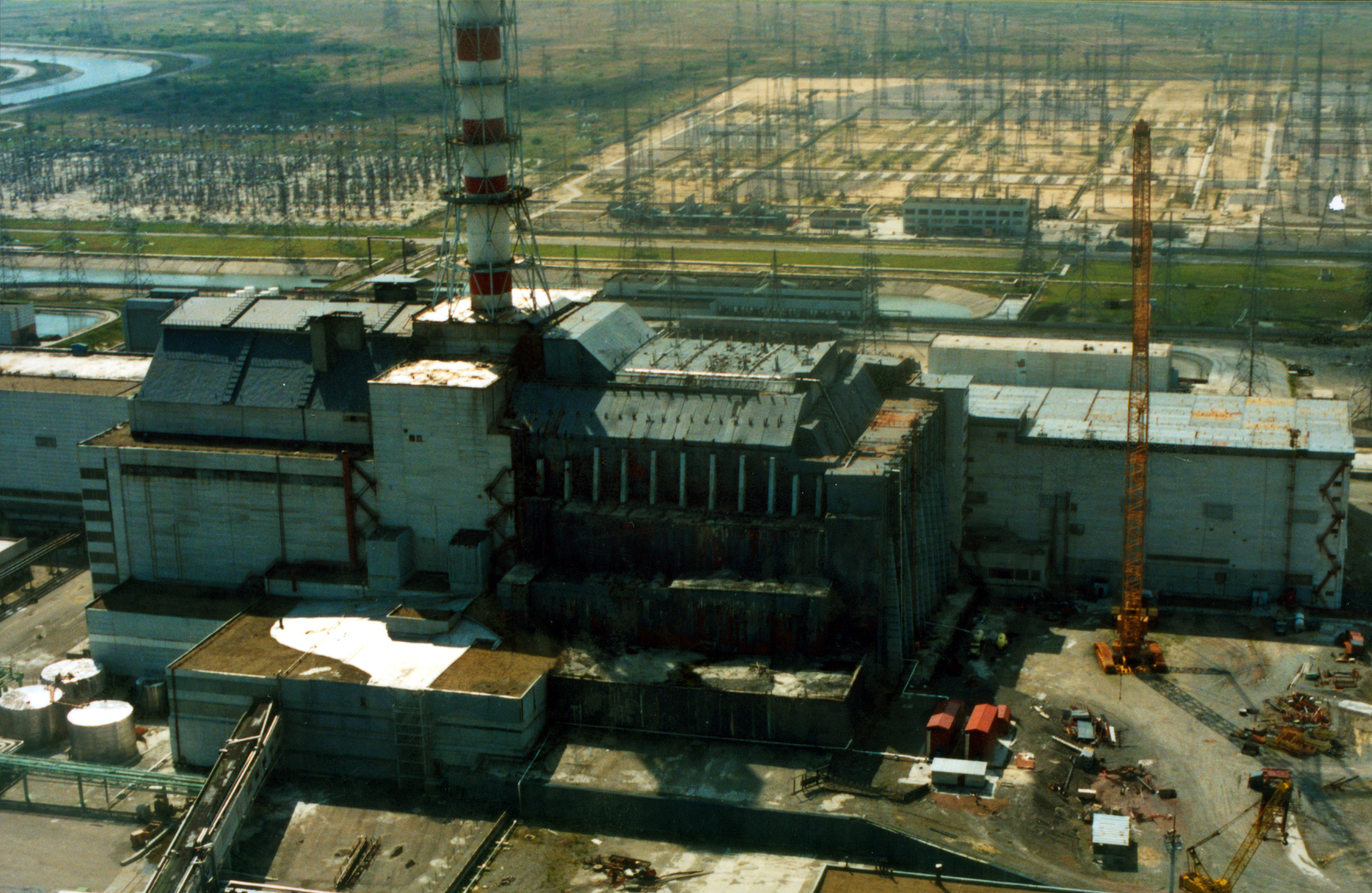
Block 4 innesluten i sin sarkofag

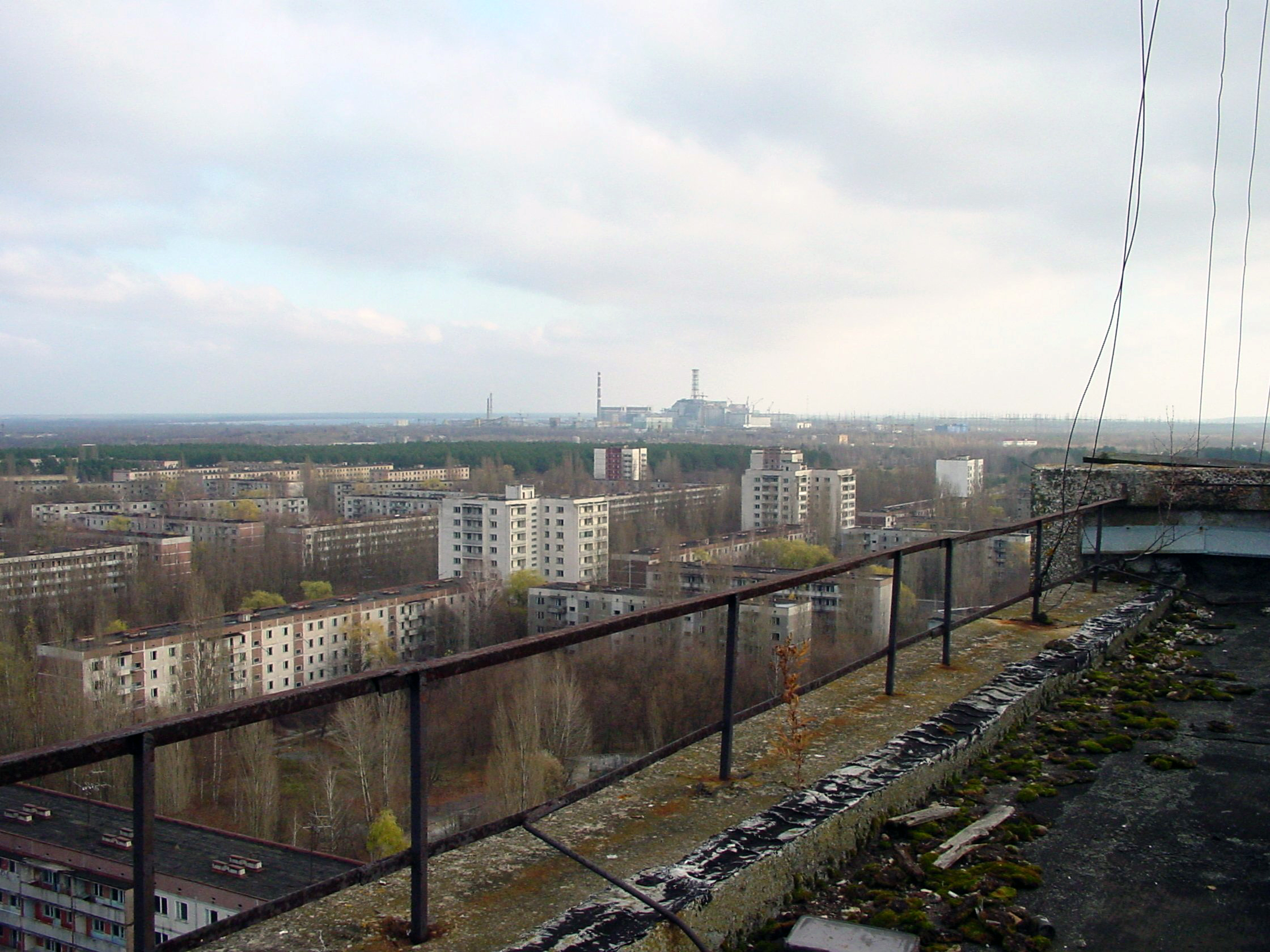
Utsikt mot Tjernobyls kärnkraftverk från den övergivna staden Prypjat år 2005

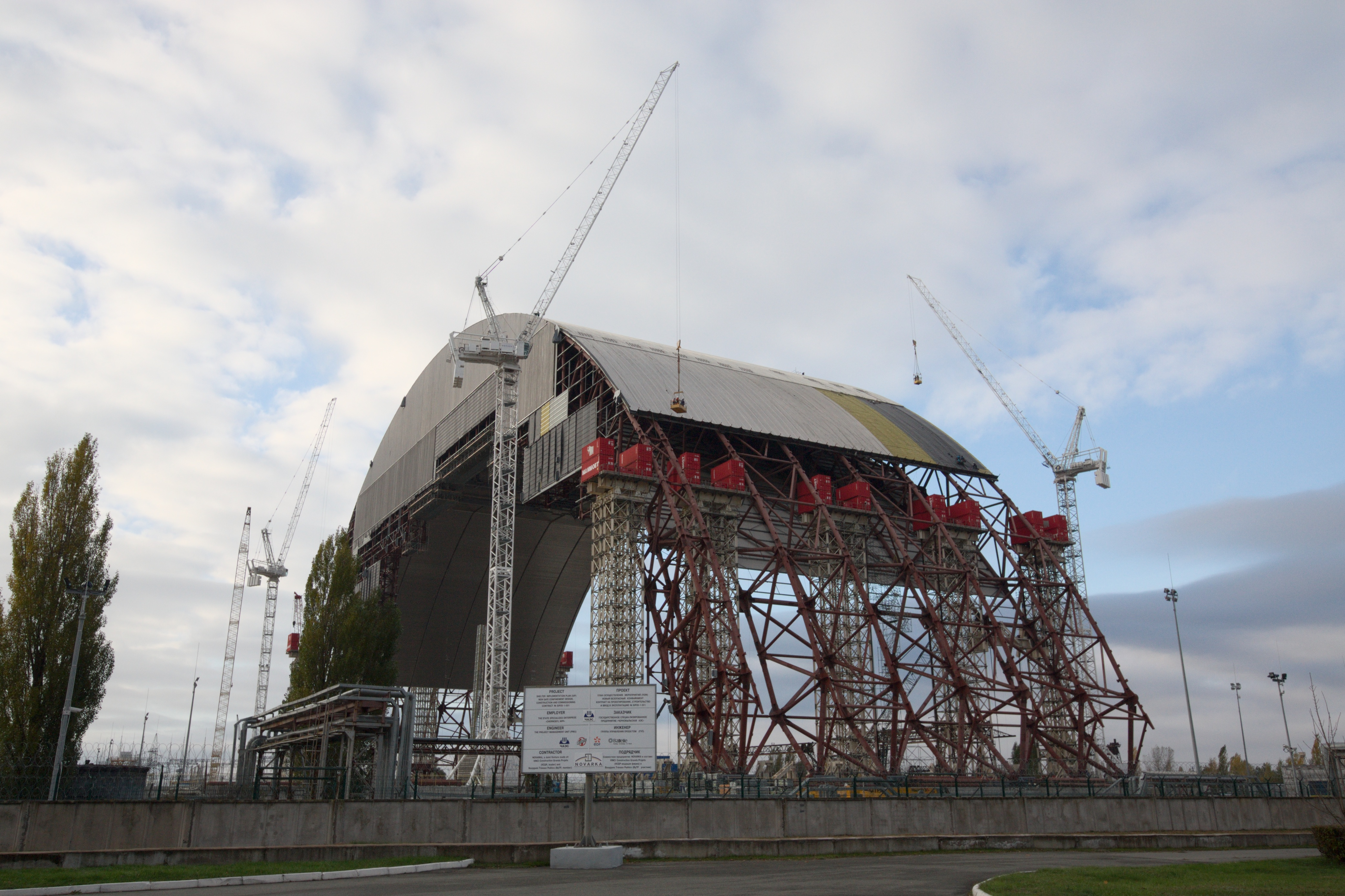
Den nya överbyggnaden under uppbyggnad (2013)

Tjernobylkatastrofen, eller Tjernobylolyckan, var en mycket allvarlig reaktorolycka i kärnkraftverket i Tjernobyl i utkanten av staden Prypjat norr om Kiev i Ukraina (dåvarande sovjetrepublik). Olyckan inträffade natten till lördagen den 26 april 1986 klockan 01.23.45, (lokal tid) då reaktor fyra exploderade. 

## Händelseförloppet

### Bakgrund
Reaktorn var av typen RBMK-1000, där varje bränsleelement omges av en trycktub i vilken vatten pumpas in genom bränsleelementet för att bringas att koka. Varje trycktub är omgiven av grafit, som fungerar som moderator i kedjereaktionen. Vid låga effekter leder denna konstruktion till att reaktorn lätt blir instabil, det vill säga en ökning av effekten leder till att ånghalten ökar, vilket i sin tur leder till ytterligare effektökning, och så vidare. Att en ökad ånghalt leder till ökad effekt kallas positiv voidkoefficient. Världens övriga kommersiella reaktorer har alltid negativ voidkoefficient, det vill säga ökad värme och ånghalt ger sämre moderering vilket i sin tur leder till minskad kärnklyvning och därmed minskad effekt. För att reglera en reaktor med positiv voidkoefficient krävs att kärnklyvningen styrs på något annat sätt, exempelvis genom att föra in styrstavar i reaktorn antingen manuellt eller genom ett reglersystem. 
Ett annat problem var spetsarna på styrstavarna, som bestod av grafit för att minska neutronförluster när de var helt utdragna. När personalen började skjuta in styrstavarna, så blev den initiala responsen en ökande effekt hos reaktorn vilket överraskade personalen, som inte genomgått simulatorutbildning. Det fanns inga simulatorer till ryska kärnkraftverk av typ RBMK, utan personalen hade endast teoretisk utbildning och lärarledd undervisning i kontrollrummet.
Taket och övre delen av reaktorbyggnaden hade ett tunt tak och tunna väggar av industrikaraktär. Nedre delen av reaktorbyggnadens väggar var byggda av betong.

### Olycksförloppet
Vid tillfället för olyckan skulle reaktor 4 stängas av för underhåll. Under nedgången ville man genomföra ett test för att visa att turbinerna vid ett bortfall av yttre elnät under sin utrullning kunde leverera ström för säkerhetssystemen under den relativt korta tid (någon minut) som verkets egna dieseldrivna reservgeneratorer var under uppstart. För att genomföra experimentet hade vissa säkerhetssystem tillfälligt kopplats ur.
Effektnedgången påbörjades, men när man nått halv effekt gavs order från elnätsoperatören att fortsätta köra på halv effekt under ett halvt dygn.[källa behövs] Detta bidrog till en större xenon-halt än normalt i reaktorn. Xenon absorberar neutroner, vilket gjorde att marginalerna för att hålla igång reaktorn var små. Reaktorn låg nu på cirka en tredjedel av full effekt (700–1000 MWth), men lyckades inte hålla denna varvid effekten oplanerat föll till omkring en procent (30 MWth), vilket var alldeles för lågt för att genomföra det planerade testet. I sina försök att återfå effekten drogs ett stort antal styrstavar ut ur reaktorn, betydligt fler än vad som var tillåtet. Vid kl. 01.03 hade effekten ökat till 200 MWth vilket bedömdes som tillräckligt för att genomföra testet.
När testet påbörjades erhölls en dramatisk effektökning genom de kombinerade effekterna av "förbränning" av xenon, förångning av vatten i bränslekanalerna samt ett reaktivitetstillskott från grafiten i styrstavarnas nederdel. Resultatet blev en skenande reaktivitetsökning som gjorde reaktorn överkritisk och inom några sekunder ledde till en reaktoreffekt på mellan 40 och 400 gånger normal effekt. Detta ödelade fullständigt hela reaktorkonstruktionen och lämnade uranbränsle, grafitmoderator och konstruktionsmaterial i en rashög som inledningsvis inte var kylbar utan bildade en härdsmälta som rörde sig som ett lavaflöde i de nedre delarna av reaktorbyggnaden. Dessa rasmassor hade en betydande värmeutveckling från både radioaktivt sönderfall av fissionsprodukter i härdresterna och brand i grafit, vilket bidrog till att med brandrök sprida radioaktiva ämnen högt upp i luften ovanför reaktorn. Olika försök att dämpa branden gjordes genom att från helikoptrar "bomba" med ämnen som skulle kväva elden, absorbera neutroner och vara ett strålningsskydd. Branden pågick under tio dagar, med massiva radioaktiva utsläpp, och först den 6 maj skedde en påtaglig minskning av utsläppen. Branden kombinerat med att härdresterna låg helt frilagda under bar himmel på grund av den fullständigt ödelagda reaktorbyggnaden gjorde att radioaktiva partiklar transporterades mer än tusen meter upp i luften och sedan vidare många hundratals kilometer med väder och vind.
Olyckan klassas som en nivå 7-olycka på den 7-gradiga INES-skalan.

### Direkta följder
Stora områden omkring kraftverket har evakuerats på befolkning, och området närmast nollpunkten (där olyckan skedde) kommer att vara farligt att vistas i under hundratals år. 70 procent av nedfallet beräknas ha landat i Belarus.
Det har även gjorts många beräkningar för att uppskatta det totala antalet dödsfall beroende på olyckan, nu och i framtiden, och resultaten skiljer sig radikalt. Den stora osäkerheten orsakas huvudsakligen av att forskningen är osäker om vilken effekt mycket låga doser av strålning har och i vilken grad man kan extrapolera den väl kända effekten av ganska höga doser ner till den naturliga bakgrunden. Epidemiologiska studier ger väldigt litet utslag eftersom effekterna spridits ut på så stora populationer att de inte går att skilja från effekterna av andra förklarande variabler, bristfälligt data och slumpvariationer.
I en del rapporter väljer man att ta med endast de typer av dödsfall eller grupper av drabbade för vilka man fått fram tillräckligt säkra siffror med de metoder som använts. En del skillnader beror alltså på om man rapporterar dödsfall som kunnat bindas till olyckan, dödsfall i de värst drabbade grupperna, dödsfall på grund av vissa cancerformer eller en uppskattning av det totala antalet döda. Siffrorna skiljer sig också beroende på vilken tidshorisont man använder.
Dödsfallen i samband med olyckan räknas vara 30–60. 134 arbetare drabbades av akut strålsjuka och av dessa avled 28 personer av akuta strålskador redan de första månaderna. Av de drabbade dog 19 under åren 1987-2006, men alla dödsfallen kan inte knytas till olyckan. Vissa studier från WHO och UNSCEAR menar att färre än 50 omkomna fram till 2005 direkt kan knytas till strålningen, varvid man bortsåg från riskerna för befolkningen i stort.
I en annan studie räknar WHO med 4 000 senare eller kommande dödsoffer inom den mest exponerade gruppen och 5 000 övriga i Ukraina, Belarus och Ryssland. Beräkningar baserade huvudsakligen på persondoser och att en viss dos har samma effekt oberoende av var och när den inträffar pekar på 30 000–60 000 för hela världen, baserat på senare publicerade dosuppskattningar 22 000. En annan skattning ger 9 000–93 000 döda i hela Europa. Greenpeace uppskattar antalet döda till 93 000, medan en rysk studie räknar till en miljon redan döda.

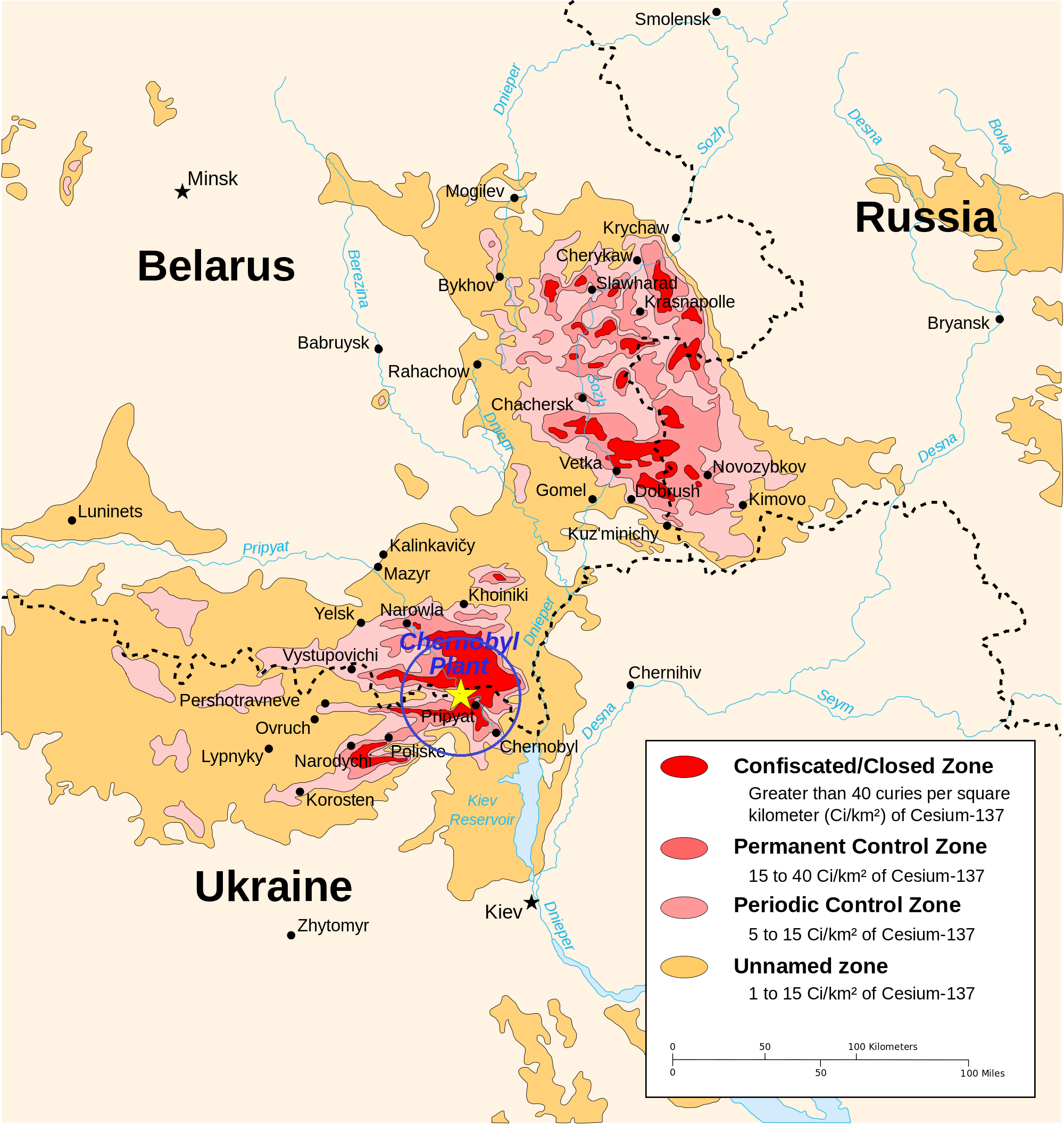
Karta över spridningen av radioaktivt nedfall från Tjernobylolyckan. De tre områden som drabbats hårdast utanför Ukraina är Mahiljoŭs voblast och Homels voblast i Vitryssland samt Brjansk oblast i Ryssland.

Andra orsaker än strålning har påverkat populationen i Belarus, Ryssland och Ukraina mer enligt WHO-undersökningen där man endast räknade med de dödsfall man kunnat knyta direkt till olyckan, framförallt en försämrad mental hälsa som följd av olyckan och evakueringarna.
I Ukraina och Vitryssland har förekomsten av sköldkörtelcancer ökat till följd av katastrofen. Enligt sammanställningen "Exposures and effects of the Chernobyl accident", i volym II av UNSCEAR 2000 Report fanns däremot inga indikationer om att katastrofen har påverkat frekvensen av andra cancerformer som till exempel leukemi, strupcancer, och magcancer. Enligt samma källa finns inte heller några tecken på att antalet missbildade barn skulle ha ökat i dessa områden.
Fram till 2008 har 6 848 fall av sköldkörtelcancer konstaterats som anses bero på olyckan. 10 till 20 avlidit och resten tillfrisknat. De drabbade är mestadels barn.

#### Följder i Sverige

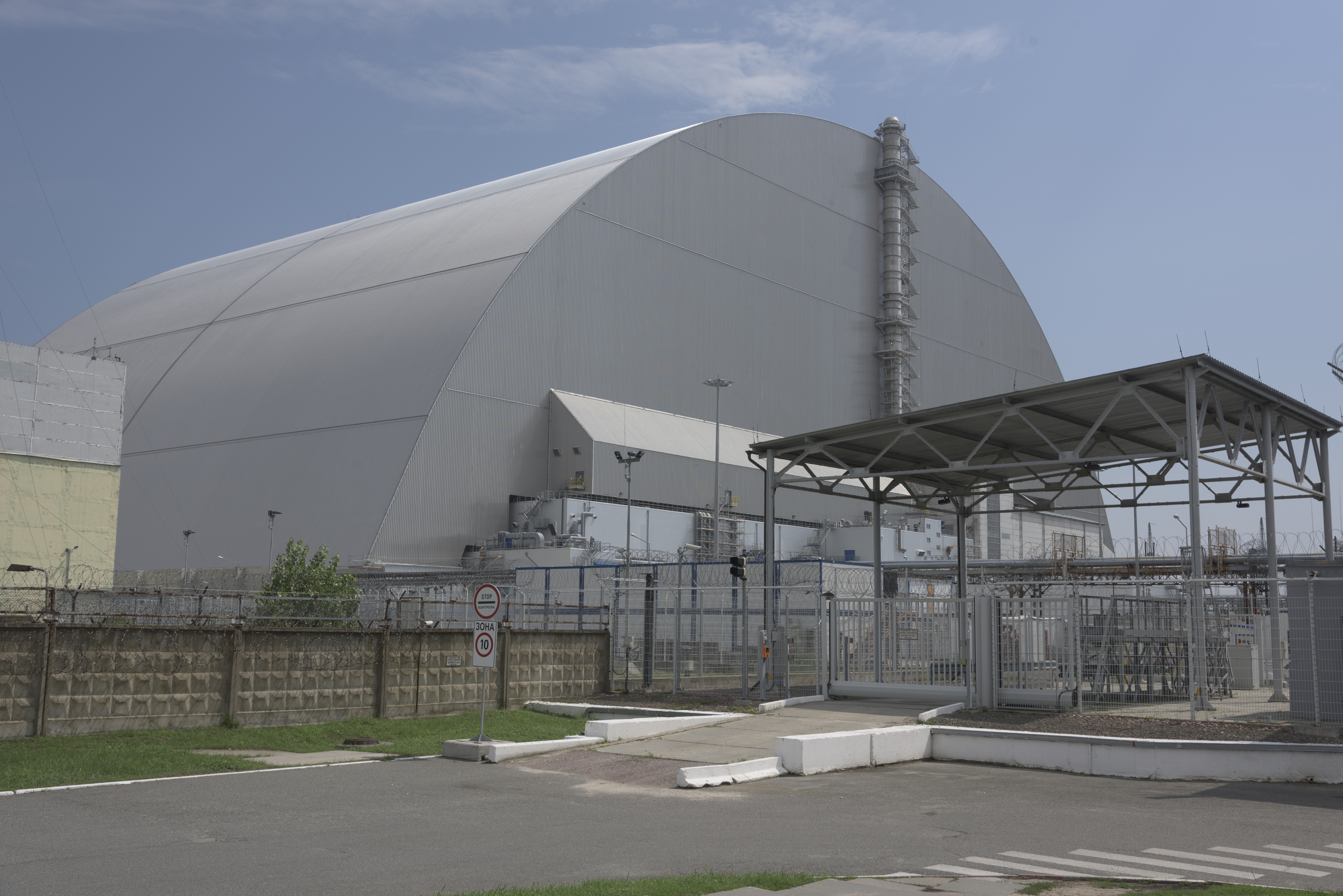
Block 4 och sarkofagen inneslutna i sitt nya skydd

Sverige blev påverkat då regnmoln band radioaktiva partiklar som drev med vinden och orsakade radioaktivt nedfall över vida områden. På ett par dagar hade nedfallsområdet spritt sig ända till Sverige, varvid Gävletrakten drabbades hårdast. Farliga radioaktiva isotoper upptogs av bland annat svamp i skogarna. Förtäring av sådan svamp var därför olämplig innan radioaktiviteten avtagit. Via kontaminerad renlav spred sig radioaktiva ämnen till renar, och renkött underkastades särskild kontroll av strålningsvärden innan det fick släppas fritt för försäljning till allmänheten. Utöver de olägenheter som detta medförde blev det ett ekonomiskt avbräck för rennäringen. Kontrollprogrammet för ren upphörde i juni 2022, på grund av sjunkande halter av cesium-137 i kontrollerade renar. Kontrollen faller sedan dess istället under slakteriernas sedvanliga egenkontroll.
Enligt en rapport från Strålsäkerhetsmyndigheten 2001 kan man inte förvänta sig några mätbara hälsoeffekter i Sverige till följd av Tjernobylolyckan. En genomsnittlig svensk erhåller en normalt årlig stråldos av ca 4 mSv. Tillskottet till följd av Tjernobylolyckan beräknas vara 0,01 mSv per år. 20 mSv under ett enskilt år är satt som gränsvärde för högsta tillåtna dos för personer som arbetar med strålning. Senare har dock myndigheten uppskattat att nedfallet har lett till 300 extra dödsfall i Sverige. Forskning vid Linköpings universitet tyder på ungefär 1000 fler cancerfall i de områden som drabbades av nedfallet.
Strålningsmätningar i Sverige den 1-8 maj 1986 visade de högsta värdena i närheten av centrala Gävle med 4 µSv/h uppmätt som medelvärdet över större områden. Lokalt överskred värdena 10 µSv/h. Dessa områden hade regn den 28-29 april 1986. Dosen varierade från 0,1 µSv/h i Stockholm till 5 µSv/h i Tärnsjö. Skepp som passerat södra Östersjön de första dagarna efter utsläppet hade upp emot 1000 kBq/m² på sina däck som efter rengöring avtog kraftigt. Radioaktivt cesium hamnade i marker och vatten i delar av Sverige efter nedfallet från kärnkraftsolyckan i Tjernobyl 1986, främst i, enligt Livsmedelsverket: "södra och mellersta Norrland, från norra Uppland och Västmanland till och med Västerbotten. De högsta cesiumhalterna uppmättes runt Gävle och i Sundsvalls- och Härnösandstrakten."
Sedan 1986 har vildsvinsstammen ökat sin utbredning i de nedfallsdrabbade områdena. Vildsvinskött kan innehålla förhöjda halter av cesium-137 om köttet kommer från jakt i de områden som drabbades av det radioaktiva nedfallet. Det gäller framför allt områden i Västmanlands, Uppsala och Gävleborgs län.

## Långsiktiga följder

### Tjernobyl och liknande olyckor
Fram till olyckan i japanska Fukushima den 11 mars 2011 var Tjernobyl den enda kärnkraftsolyckan som klassats som nivå sju på den internationella skalan för kärnkraftshändelser (INES). Som en jämförelse graderades Three Mile Island-olyckan i Harrisburg 1979 som en femma och elhaveriet i Forsmark 2006 som en tvåa.
Driften av de övriga reaktorerna 1, 2 och 3 fortsatte efter olyckan. Reaktor 2 drabbades av en brand 1991 och kunde inte återstartas. Reaktor 1 stängdes 1996 på grund av olika brister, och slutligen stängdes reaktor 3 den 15 december 2000 som ett resultat av internationella förhandlingar.
Det finns 178 fast boende personer (2012) i den förbjudna zonen runt kärnkraftverket, samt ytterligare ett antal som jobbar inne i området i tvåveckorsperioder med efterföljande två lediga veckor utanför zonen.

### Inneslutning av den havererade reaktorn
I november 1986 färdigställdes under svåra förhållanden och stark tidspress en inneslutning bestående av bland annat 250 000 ton betong för att hindra ytterligare spridning av radioaktivitet. Den så kallade "sarkofagen" började redan efter ett par år att rosta och betongen började vittra sönder. Den har sedan den byggdes varit i behov av ständigt underhåll.
År 1997 togs ett första beslut att ersätta den gamla "sarkofagen" med en ny överbyggnad, "New Safe Confinement" (NSC). Politisk oenighet om vem som skulle ta kostnaden försenade projektet under mer än 10 år. Den nya hangarliknande konstruktionen började uppföras 2010. På grund av höga strålnivåer vid reaktor 4 uppfördes den några hundra meter vid sidan om reaktor 4, och med hjälp av olika lyft- och draganordningar flyttades hela konstruktionen på plats i november 2016 så att den sedan dess täcker resterna av reaktor 4. NSC är den hittills största flyttbara landbaserade konstruktion som någonsin uppförts, med en spännvidd på 257 meter, en längd på 162 meter och en höjd på 108 meter och en total vikt på 36 000 ton. Konstruktionen är designad för att tåla bland annat tornados och jordbävningar. Efter att konstruktionen flyttades till sin slutgiltiga plats i november 2016 har arbetet fortsatt med att färdigställa och driftsätta olika system som ventilation (som säkerställer låg luftfuktighet för att förhindra korrosion, samt att radioaktiva föroreningar filtreras bort), lyftanordningar, brandskyddssystem, reservkraftsystem med mera.
Den nya överbyggnaden beräknas ha en livslängd på cirka 100 år, vilket är den tid som antas erfordras för att genomföra sanering och nedmontering av reaktorn. Fyrtiosex (46) länder har gått samman och hjälpts åt med finansieringen som 2014 uppskattades till  2,1 miljarder EUR (cirka 21 miljarder kronor). Finansiell samordnare är Europeiska banken för återuppbyggnad och utveckling.
Den 14 februari 2025 skadades skyddshöljet NSC allvarligt av ett ryskt drönarangrepp. Händelsen bedöms inte ge några omedelbara radioaktiva utsläpp, men ett intakt NSC är en förutsättning för att bedriva rivning och demontering av reaktor 4. Detta arbete är (2023) fortfarande på planeringsstadiet.

## Rapportering

### Olyckan och omvärlden
Orsaken till olyckan var en kombination av reaktortypens konstruktion och den mänskliga faktorn. Personalen stängde av flera säkerhetssystem i strid med gällande regler för att kunna genomföra vissa tester.
Till att börja med gavs ingen information om att en allvarlig olycka skett. Anställda vid Forsmark, drygt 1200 km från Tjernobyl, upptäckte förhöjd radioaktivitet måndag morgon den 28 april 1986. Ytterligare mätningar gjordes och det kunde konstateras att radioaktiviteten inte kom från det svenska kärnkraftverket. Detta gav en första indikation om att något hade hänt i Ukraina. Även satellitbilder visade vad som hade hänt. Motsvarande upptäckt gjordes i Finland: känslig utrustning visade radioaktivt utslag på en person som kom in till sin arbetsplats. Informationen hade inte ännu getts ut, då man bedömde att det var frågan om ett mätarfel. Enligt Russia Today försökte Sovjetunionen först hemlighålla för omvärlden att olyckan hade inträffat.
Det tog tid innan man ens på plats insåg hur allvarlig situationen var. Man antog i det längsta att själva reaktorn var hel, och många mätinstrument för strålning hade otillräckligt mätområde vilket bidrog till att verkliga strålnivåer underskattades. Av de som deltog i arbetet med att kyla ner reaktorn, släcka elden och stoppa de radioaktiva utsläppen de första dagarna insjuknade 134 i strålsjuka. Fram till mitten av 2005 hade knappt femtio personer avlidit som direkt följd av olyckan. Uppskattningarna om total dödlighet på grund av olyckan varierar mellan kring tusen och kring en miljon.

### Myndigheter och media
Sovjetledningen informerade inte om att en olycka hade skett förrän den blivit känd i väst. Först på kvällen den 28 april meddelade sovjetiska myndigheter att en olycka hade inträffat vid Tjernobyls kärnkraftverk.
Under tiden hade strålning från olyckan nått Norden utan varningar från Sovjetunionen. På måndagmorgonen den 28 april, två dygn efter olyckan, uppmättes förhöjd radioaktiv strålning vid Forsmarks kärnkraftverk i Sverige. Inledningsvis antogs det röra sig om ett läckage från en av kärnkraftverkets tre reaktorer, och detta rapporterades i radio och TV under dagen. Runt 600 arbetare vid Forsmark evakuerades omgående. Under eftermiddagen höll energiminister Birgitta Dahl en presskonferens där hon bekräftade att det inte rörde sig om ett läckage i Forsmark. Sovjets bekräftelse kom några timmar senare. Det avgörande bildbeviset för den svåra olyckan i Tjernobyl-verket togs under måndagen fram av svenskar kopplade till det lilla företaget Space Media Network. Därifrån spreds informationen sedan till internationella massmedier. Avslöjandet gav Space Media Network-grundaren Christer Larsson samma år Stora journalistpriset.
I Finland uppmättes förhöjda strålningsnivåer redan på kvällen den 27 april, men detta nådde den finska myndigheten Strålsäkerhetscentralen (STUK) först på måndagmorgonen.

## I populärkulturen

### Böcker
- Bön för Tjernobyl : krönika över framtiden av Svetlana Aleksijevitj

### TV-serier
- Chernobyl (2019). Miniserie av HBO

### Datorspel
- Call of Duty 4: Modern Warfare (2007)